# Diócesis de Ambato
La diócesis de Ambato (en latín: Dioecesis Ambatensis) es una circunscripción eclesiástica de la Iglesia católica en Ecuador. Se trata de una diócesis latina, sufragánea de la arquidiócesis de Quito. Desde el 20 de enero de 2015 su obispo es Jorge Giovanny Pazmiño Abril, de la Orden de Predicadores.

## Territorio y organización

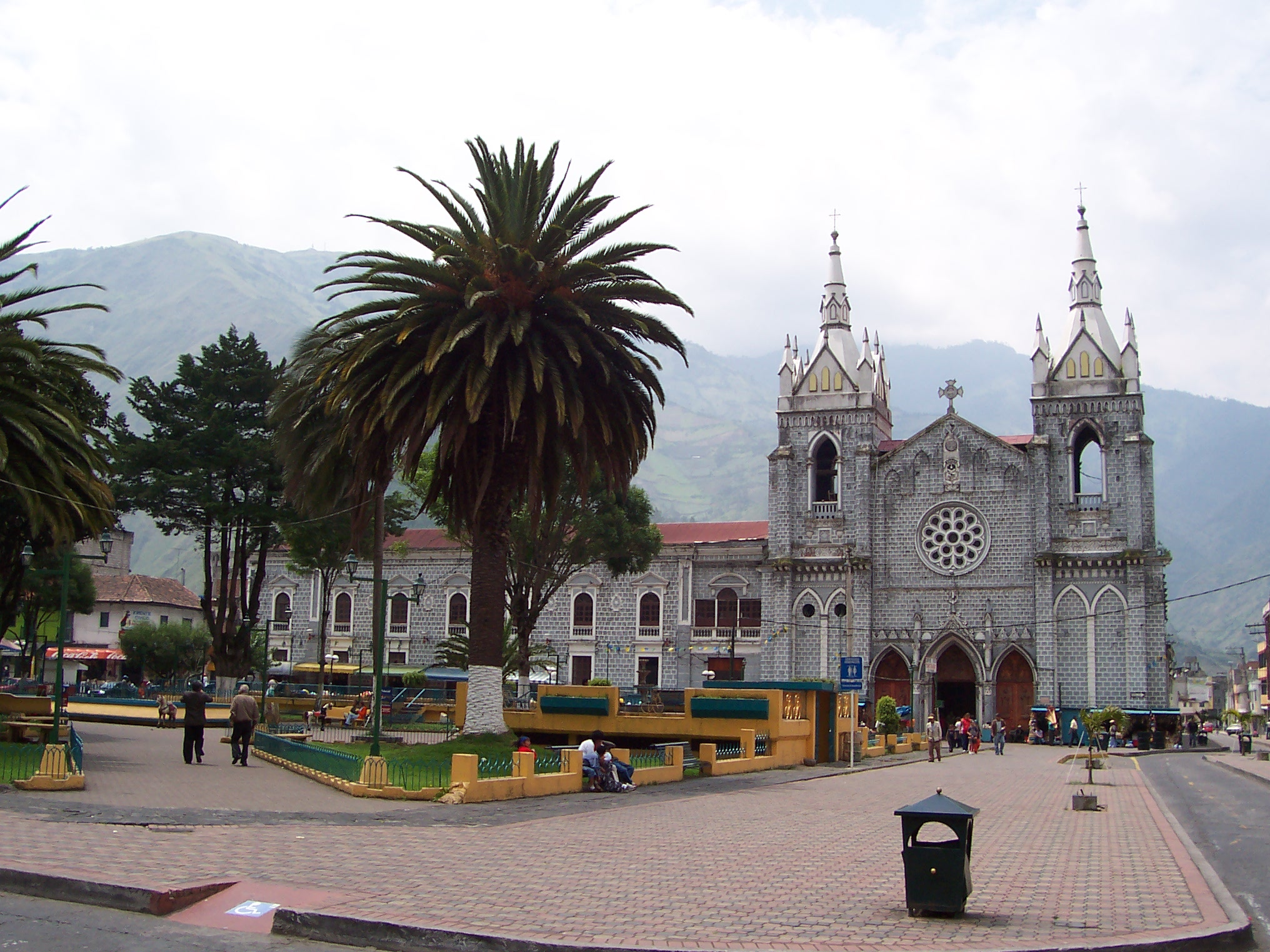
Santuario de la Virgen de Agua Santa, en Baños de Agua Santa

La diócesis tiene 3386 km² y extiende su jurisdicción sobre los fieles católicos de rito latino residentes en la provincia de Tungurahua.
La sede de la diócesis se encuentra en la ciudad de Ambato, en donde se halla la Catedral basílica de Nuestra Señora de la Elevación. En Baños de Agua Santa se encuentra el santuario de la Virgen de Agua Santa, patrona de las misiones del oriente ecuatoriano. El santuario es destino de peregrinaciones y cuenta con la colección de exvotos más importante del Ecuador.
En 2022 en la diócesis existían 53 parroquias agrupadas en 7 vicarías zonales: San Juan Bautista, La Dolorosa, Nuestra Señora de la Elevación, Virgen del Monte, Señor del Terremoto, Niña María y San Jacinto.

## Historia
La diócesis fue erigida el 28 de febrero de 1948 con la bula Quae ad maius del papa Pío XII, obteniendo el territorio de la arquidiócesis de Quito.
El primer obispo de la diócesis fue Bernardino Carlos Guillermo Honorato Echeverría Ruiz, quien fue elegido el 23 de octubre de 1949 y ordenado el 4 de diciembre de 1949.
El 18 de julio de 1952, con la carta apostólica Quemadmodum plantaria, el papa Pío XII proclamó a la Santísima Virgen María, venerada con el nombre de Nuestra Señora de la Elevación o de la Peña, como patrona principal de la diócesis.

## Estadísticas
Según el Anuario Pontificio 2023 la diócesis tenía a fines de 2022 un total de 547 878 fieles bautizados.
| Año                                                                             | Población            | Población | Población      | Sacerdotes | Sacerdotes    | Sacerdotes    | Bautizados por sacerdote | Diáconos permanentes | Religiosos | Religiosos | Parroquias |
| Año                                                                             | Bautizados católicos | Total     | % de católicos | Total      | Clero secular | Clero regular | Bautizados por sacerdote | Diáconos permanentes | Varones    | Mujeres    | Parroquias |
| ------------------------------------------------------------------------------- | -------------------- | --------- | -------------- | ---------- | ------------- | ------------- | ------------------------ | -------------------- | ---------- | ---------- | ---------- |
| 1950                                                                            | 248 000              | 250 000   | 99.2           | 40         | 22            | 18            | 6200                     |                      | 65         | 81         | 21         |
| 1959                                                                            | 209 000              | 218 000   | 95.9           | 99         | 47            | 52            | 2111                     |                      | 55         | 108        | 32         |
| 1966                                                                            | 235 000              | 240 000   | 97.9           | 124        | 63            | 61            | 1895                     |                      | 72         | 168        | 33         |
| 1970                                                                            | 321 090              | 330 090   | 97.3           | 38         |               | 38            | 8449                     |                      | 50         | 110        | 41         |
| 1976                                                                            | 251 264              | 276 114   | 91.0           | 68         | 34            | 34            | 3695                     |                      | 51         | 150        | 42         |
| 1980                                                                            | 272 795              | 290 850   | 93.8           | 64         | 31            | 33            | 4262                     |                      | 47         | 141        | 42         |
| 1990                                                                            | 378 764              | 403 484   | 93.9           | 61         | 34            | 27            | 6209                     | 1                    | 41         | 184        | 42         |
| 1999                                                                            | 394 516              | 434 465   | 90.8           | 81         | 51            | 30            | 4870                     | 2                    | 47         | 202        | 47         |
| 2000                                                                            | 396 693              | 440 771   | 90.0           | 84         | 55            | 29            | 4722                     | 1                    | 52         | 194        | 47         |
| 2001                                                                            | 406 299              | 447 017   | 90.9           | 86         | 56            | 30            | 4724                     | 1                    | 50         | 190        | 47         |
| 2002                                                                            | 417 132              | 463 480   | 90.0           | 89         | 59            | 30            | 4686                     | 2                    | 44         | 182        | 47         |
| 2003                                                                            | 425 310              | 486 193   | 87.5           | 89         | 61            | 28            | 4778                     | 1                    | 52         | 192        | 47         |
| 2004                                                                            | 425 310              | 486 193   | 87.5           | 83         | 58            | 25            | 5124                     | 1                    | 36         | 194        | 47         |
| 2006                                                                            | 425 310              | 486 193   | 87.5           | 92         | 63            | 29            | 4622                     | 2                    | 41         | 183        | 48         |
| 2012                                                                            | 491 000              | 529 500   | 92.7           | 92         | 68            | 24            | 5336                     | 3                    | 34         | 178        | 50         |
| 2015                                                                            | 512 000              | 554 000   | 92.4           | 93         | 71            | 22            | 5505                     | 3                    | 30         | 184        | 52         |
| 2018                                                                            | 514 384              | 571 538   | 90.0           | 98         | 73            | 25            | 5248                     | 3                    | 36         | 173        | 53         |
| 2020                                                                            | 527 275              | 585 860   | 90.0           | 96         | 72            | 24            | 5492                     | 3                    | 31         | 162        | 53         |
| 2022                                                                            | 547 878              | 608 753   | 90.0           | 92         | 71            | 21            | 5955                     | 3                    | 32         | 153        | 53         |
| Fuente: Catholic-Hierarchy, que a su vez toma los datos del Anuario Pontificio. |                      |           |                |            |               |               |                          |                      |            |            |            |

## Episcopologio
| Foto | Escudo | Nombre del titular                                             | Período                                   | Fin del cargo (razón)           |
| ---- | ------ | -------------------------------------------------------------- | ----------------------------------------- | ------------------------------- |
|      |        | Bernardino Carlos Guillermo Honorato Echeverría Ruiz, O.F.M. † | 23 de octubre de 1949-10 de abril de 1969 | Nombrado arzobispo de Guayaquil |
|      |        | Vicente Rodrigo Cisneros Durán †                               | 4 de julio de 1969-15 de febrero de 2000  | Nombrado arzobispo de Cuenca    |
|      |        | Germán Trajano Pavón Puente                                    | 19 de abril de 2001-20 de enero de 2015   | Retirado                        |
|      |        | Jorge Giovanny Pazmiño Abril, O.P.                             | Desde el 20 de enero de 2015              |                                 |